# Winston Parks
Winston Parks (n. 12 octombrie 1981, Puerto Limon, Costa Rica) este un fost fotbalist costarican care a evoluat la echipa FC Timișoara și a fost component al echipei naționale de fotbal din Costa Rica.

## Titluri
| Sezon   | Club              | Titlu                |
| ------- | ----------------- | -------------------- |
| 2003-04 | Lokomotiv Moscova | Prima ligă rusă      |
| 2005    | Lokomotiv Moscova | Supercupa Rusiei     |
| 2010–11 | Khazar Lankaran   | Cupa Azerbaidjanului |
| 2011–12 | FC Baku           | Cupa Azerbaidjanului |